# 1867 في المملكة المتحدة
فيما يلي قائمة بأحداث عام 1867 في المملكة المتحدة.

## شاغلو المناصب
- الملكة - فيكتوريا.
- رئيس الوزراء - إدوارد سميث ستانلي (حزب المحافظين).
- البرلمان - البرلمان التاسع عشر.

## الأحداث
- بحلول شهر فبراير - افتتحت جمعية الفنون مخطط اللويحة الزرقاء، الذي قدمه ويليام إيوارت، لتشييد أقراص تذكارية على منازل لندن في السابق منازل أشخاص بارزين، أولها في مسقط رأس اللورد بايرون، 24 شارع هولز، قبالة ساحة كافنديش.[1]
- 11 فبراير - محاولة فنينية فاشلة للاستيلاء على قلعة تشيستر.[2]
- 5 مارس - انتفاضة فينيان في جزيرة أيرلندا.[3]
- 15 مارس - أول اجتماع لـ «مؤتمر التجارة»؛ في وقت لاحق تشكيل نواة مؤتمر نقابات العمال.
- 16 مارس - أول نشر لمقالة جوزيف ليستر تحدد اكتشاف الجراحة المطهرة في مجلة لانسيت.
- 29 مارس - الاتحاد الكندي: يتلقى قانون أمريكا الشمالية البريطانية الموافقة الملكية، لتشكيل دومينيون كندا. هذا يوحد مقاطعة كندا (كيبيك وأونتاريو) ونيو برونزويك ونوفا سكوتيا اعتبارًا من 1 يوليو.[4] تصبح أوتاوا العاصمة، ويصبح جون أ. ماكدونالد أول رئيس وزراء.
- 1 أبريل - أصبحت مستوطنة مضيق سنغافورة، التي كانت محكومة سابقًا من كلكتا، مستعمرة التاج تحت ولاية المكتب الاستعماري في لندن.
- 11 مايو - معاهدة لندن: تؤكد القوى العظمى في أوروبا حياد لوكسمبورغ، وتنتهي أزمة لوكسمبورغ.
- 18 مايو - رفض مجلس العموم اقتراح جون ستيوارت ميل لمنح النساء حق التصويت.
- 20 مايو - وضع حجر الأساس لقاعة ألبرت الملكية من قبل الملكة فيكتوريا.[5]
- 22 مايو - فوز هنري تشابلن هيرميت في بطولة إيبسوم ديربي، مما أدى إلى تدمير منافس تشابلن، مركيز هاستينغز الذي راهن بشدة ضده.[6]
- 3 يونيو - تم تقديم رياضة لاكروس من كندا.
- 1 يوليو - الاتحاد الكندي: قانون أمريكا الشمالية البريطانية الصادر في 29 مارس يدخل حيز التنفيذ، مما أدى إلى إنشاء دومينيون كندا، أول سيادة مستقلة في الإمبراطورية البريطانية.
- 14 يوليو - الكيميائي السويدي ألفريد نوبل يوضح الديناميت في محجر في ريدهيل، بعد أن حصل على براءة اختراعه في المملكة المتحدة في 7 مايو.[7][8]
- 15 أغسطس - قانون بنجامين دزرائيلي الثاني للإصلاح يمنح العديد من الرجال العاملين في المناطق الحضرية حق التصويت ويضيف 938000 إلى الناخبين البالغ عددهم 1.057.000 في إنجلترا وويلز.
- 4 سبتمبر - تأسيس نادي شيفيلد وينزداي في شيفيلد.
- 24-28 سبتمبر - عقد أول مؤتمرات لامبيث.
- أكتوبر - توماس بارناردو يفتتح أول ملجأ للأطفال المشردين في ستيبني.
- 12 أكتوبر - نهاية النقل الجزائي، حيث تغادر السفينة المدانة الأخيرة، هوجومونت، من بورتسموث في ممر 89 يومًا إلى أستراليا الغربية. 62 فينيني من بين الأشخاص الذين تم نقلهم.
- 6 نوفمبر / تشرين الثاني - تشكلت الجمعية الوطنية لحقوق المرأة، وهي أول مجموعة حملات وطنية من هذا القبيل، ليديا بيكر.
- 8 نوفمبر - انفجار تحت الأرض في فرنديل كوليري في روندا يقتل 178.[9]
- 23 نوفمبر - شنق «شهداء مانشستر» الثلاثة في سالفورد بتهمة قتل شرطي أثناء محاولته إنقاذ اثنين من أعضاء جماعة الإخوان الجمهوريين الإيرلنديين من السجن في 18 سبتمبر.
- 28 نوفمبر - افتتاح مسرح رويال كولوسيوم وأوبرا بايليس في غلاسكو، الذي أصبح مسرح رويال في مايو 1869.[10]
- 13 ديسمبر - انفجار في سجن كليركينويل أثناء محاولة هروب فينيانيين؛ ومقتل 12 من السكان المحليين.

## المنشورات
- أطروحة والتر باجيهوت الدستور الإنجليزي (في شكل كتاب).

## مواليد
- 28 يناير - أغناتا باتلر، باحث كلاسيكي (توفي 1931)
- 10 أبريل - جورج وليام راسل، شاعر وفنان أيرلندي (توفي عام 1935)
- 13 أبريل - سامي وودز، لاعب كريكيت (توفي 1931)
- 26 مايو - ماري تيك، رفيق جورج الخامس (توفي 1953)
- 27 مايو - أرنولد بينيت، روائي (توفي 1931)
- 24 يوليو - إي. إف. بنسون، مؤلف (توفي 1940)
- 3 أغسطس - ستانلي بالدوين، رئيس وزراء المملكة المتحدة (توفي عام 1947)
- 14 أغسطس - جون غلزورثي، كاتب، حائز على جائزة نوبل (توفي عام 1933)

## الوفيات
- 27 نيسان / أبريل – بنجامين هول (ولد عام 1802)
- 25 آب / أغسطس – مايكل فاراداي، كيميائي وفيزيائي (ولد عام 1791)